# Лополит
Лополит  (греч. λοπάς – чаша, плоское глиняное блюдо и λίϑος – камень) — согласная межпластовая интрузия блюдцеобразной формы, залегающая в синклиналях и мульдах. Приближены к синклинальным структурам платформ. Размеры лополитов в диаметре могут достигать десятков километров, а мощность — многих сотен метров. Как правило, лополиты развиты в платформенных структурах, сложены породами основного состава и формируются в условиях тектонического растяжения и опускания. В местах лополитов часто встречаются месторождения хромитов, руд меди, кобальта, металлов платиновых пород.
Крупнейшие дифференцированные лополиты — Бушвельдский в Южной Африке и лополит Сёдбери в Канаде.